# Kaforam
Kaforam (ou Kafouram) est une localité du Cameroun située dans le département du Logone-et-Chari et la Région de l'Extrême-Nord, à proximité  de la rive sud du lac Tchad et de la frontière avec le Nigeria. Elle fait partie de la commune de Hile-Alifa.

## Population
Lors du recensement de 2005, 40 personnes y ont été dénombrées.
Dans la nuit du vendredi 14 au samedi 15 août 2015, Kafouram a été encerclé et incendié par des adeptes de la secte Boko Haram. Un bilan provisoire[Quand ?] a fait état de plusieurs morts et de blessés[réf. souhaitée].